# キリスト教と反ユダヤ主義
キリスト教（キリストきょう）は、反ユダヤ主義の態度をとってきた。イエス・キリストと初期のキリスト教徒はユダヤ人であったが、教会の反ユダヤ主義的態度は1世紀後半に起こり、発達、持続した。
ユダヤに対する侮蔑は、キリスト教徒の説教、芸術を通し、世紀を通してなされた。多くのキリスト教国では、市民生活において、また政治的にも差別がなされ、さらにはユダヤ人への物理的な身体への暴力、移住、追放、殺人もあった。
反ユダヤ主義は、ヨーロッパ社会において政治利用され、経済的な利益を得るのに役立てられた。
反ユダヤ主義はユダヤ人に対する憎悪と差別であり、反ユダヤ教と結びついた。学者はナチスによるホロコーストとの関わりについて研究している。

## ルター
マルティン・ルターは『ユダヤ人と彼らの嘘について』を書いた（詳細はリンク先を参照）。ここでルターはシナゴーグを火で焼き、ユダヤ人の家を壊し、タルムードを没収し、ユダヤ人を苦役に服させるように述べている。キリスト教に改宗しないユダヤ人に失望して書いたと言われており、カトリック教会の迷信的な見方を受け継いだとする指摘もあるが、ルターは当時のカトリック教会よりも厳しい見解をとっており、これがナチス・ドイツの反ユダヤ主義にあらわれているとされている。

## 赦罪
1997年にローマ教皇ヨハネ・パウロ2世は、「反ユダヤ主義は何ら正当性がない」としており、1998年の「わたしたちは記憶にとどめます」で「反ユダヤ主義は異教的である」と述べた。また、基督聖協団はイスラエルを訪問して謝罪している。日本の福音派の指導者である牧師の尾山令仁は、2010年に開催された世界宣教東京大会において、「キリスト教会はユダヤ人がイエス・キリストを殺したという理由でひどい目に合わせてきたのであり、クリスチャンはイスラエル人に謝罪しなければならない」と述べ、悔恨を表明した。